# Миглино
Миглино — деревня в Большесельском районе Ярославской области России. 
В рамках организации местного самоуправления входит в Большесельское сельское поселение, в рамках административно-территориального устройства является центром Марковского сельского округа.

## География
Расположена в 46 километрах к западу от Ярославля и в 12 километрах к востоку от райцентра, села Большое Село. 

## Население
| 2007 | 2010 |
| ---- | ---- |
| 337  | ↗368 |

Согласно результатам переписи 2002 года, в национальной структуре населения русские составляли 89 % из 281 жителя.